# Сулейман-реїс
Сулейман-реїс (тур. Süleyman Reis), уроджений як Іван Діркі де Веенбур (нід. Ivan Dirkie de Veenboer, народився в Горні, Нідерланди, помер 10 жовтня 1620 поблизу Картахени) — голландський капер і пірат XVII століття. Брав участь в Вісімдесятирічній війні як капер на службі Голландської республіки, пізніше звернувся до піратства і став капітаном корсарського флоту в Алжирі, який очолював Симон де Дансер, інший відомий корсар-ренегат нідерландського походження. Пізніше де Веенбур прийняв іслам, ставши відомим як Сулейман-реїс (також іноді Соліман або Слемен-реїс) і зробив дуже успішну кар'єру османського капітана та берберського корсара, в останні роки життя командував усім корсарським флотом Алжиру.

## Біографія
Іван Діркі де Веенбур народився в Горні і брав участь у вісімдесятирічній війні проти іспанців як капер Голландської республіки. Він діяв легально на підставі каперського патенту від голландського Адміралтейства, але не досяг якихось помітних успіхів і залишив службу в республіці. Після цього він приєднався до інших колишніх корсарів, які діяли в Північній Африці, ставши офіцером під керівництвом ще одного берберського корсара нідерландського походження  Симона де Дансера десь між 1606 і 1609 роками. На берберському узбережжі на Де Венбура чекав набагато більший успіх, ніж в Європі і перебуваючи в Алжирі він прийняв сунітський іслам та змінив ім'я на Сулейман. Пізніше він отримав титул реїса (або адмірала) під час відвідування столиці Османської імперії і сунітського халіфату в Константинополі і до 1617 року він вже командував власним флотом. Сулейман-реїс найчастіше використовував на своїх кораблях прапор Алжиру, однак його команда була переважно голландською і під час нападу на іспанські кораблі він завжди піднімав голландський прапор.
Зрештою він вирішив повернутися до Нідерландів і за посередництвом голландського консула в Алжирі Вайнанта де Кейзер ван Болландта спробував домовитися з голландською владою про помилування. Хоча він здебільшого припинив напади на голландське судноплавство, а якщо і здійснював їх, то дбав про безпечне повернення голландських екіпажу, конфлікт з де Кейзером поклала край його сподіванням бути виправданими за свої злочини.
У 1618 році він досяг піку своєї могутності, командуючи п'ятдесятьма військовими кораблями свого флоту, які були розділені на окремі ескадри. Кілька майбутніх відомих корсарів плавали в його флоті, зокрема Ян Янсзон, який служив у нього керманичем і також прийняв іслам. Масштаб його нападів вражав. Так, одного разу він напав на цілу флотилію торгових кораблів, в яку входило п’ять голландських кораблів, один французький та один італійський корабель. Сулейман-реїс захопив два з них, а решті дозволили втекти.
Того ж року Де Веенбур втратив свою посаду керівника флоту на користь Мустафи-реїса. Сулейман-реїс вирішив піти у відставку, на останок захопивши судно з вантажем цукру, перш ніж оселитися в Алжирі. Однак його відставка тривала недовго, оскільки на початку 1620 року він відплив із порту, і захопив багатий французький приз. Під час плавання вздовж узбережжя в липні того ж року, він і чотири інші кораблі потрапили в штиль і були несподівано атаковані трьома голландськими військовими кораблями під командуванням капітанів Хоена, Клейнсорга і Шеффа. Флагману Сулейман-реїса та ще двом  кораблям вдалося втекти, хоча його корабель отримав значні пошкодження. У серпні йому вдалося дістатися до Алжиру, і після місяця в порту на ремонті він знову залишив Алжир на чолу флотилії з вісьмох кораблів. Флот Сулеман-реїса перебував в морі більше двох місяців, перш ніж 10 жовтня 1620 року зіткнулися з військово-морською ескадрою з одного голландського, двох французьких і двох англійських військових кораблів. Де Венбур вирішив вступити в бій з ними і після довгої битви в гавані Картахени був убитий після того, як гарматне ядро розбило йому обидві ноги. Супротивники відправили на берег шлюп з його трупом. 